# DEAP-film
DEAP-film (Silikonemuskel) er en ca. 0,06 millimeter tynd gummifilm, som er belagt med metal på begge sider, således produktet er i stand til at lede elektricitet.
Produktet er udviklet af Danfoss Poly Power A/S .
Danfoss Poly Power A/S   er oprettet i 2008.

## Egenskaber
Produktet er blødt of eftergivende – det kan strækkes og forlænges uden at man ødelægger det.
Man kan tilsætte spænding til produktet og omsætte den elektriske energi til kræfter og bevægelser eller omvendt skabe elektrisk energi ved bevægelse af materialet.

### Basisfunktioner
- Aktuator – påtrykt elektrisk spænding kan få produktet til at forlænge sig og kan derfor anvendes som motor i forskellige apparater.
- Sensor – ved strækning af produktet ændres de elektriske egenskaber hvilket gør at materialet virker som en blød elastisk sensor.
- Generator – hvis produktet i spændt tilstand og derefter afslappet, vil spændingen øges betydeligt og derved konvertere mekanisk energi til elektrisk energi. Som generator gentages denne cyklus uendeligt.

## Anvendelse
Danfoss Poly Power A/S har, anno 2013, i samarbejde med seks virksomheder og tre universiter valgt at fokusere blandt andet på følgende:
- Udvinding af bølgeenergi
- Energibesparende termostater
- Bedre højtalere

## Samarbejsdpartnere - 2013

### Virksomheder
- Danfoss Poly Power A/S
- ESS Teknologi A/S
- Wawe Star A/S
- Poly Teknik A/S
- Bang & Olufsen A/S
- Danfoss A/S
- Noliac

### Universiteter
- Danmarks Tekniske Universitet  –   Kemiteknik
- Danmarks Tekniske Universitet  –   Management
- Danmarks Tekniske Universitet  –    Elektro
- Aalborg Universitet  – Institut for Energiteknik
- Syddansk Universitet  – Mads Clausen Instituttet